# Сентрейлія (Міссурі)
Сентрейлія (англ. Centralia) — місто (англ. city) в США, в округах Одрейн і Бун штату Міссурі. Населення — 4541 особа (2020), 2012 року 4136 осіб

## Географія
Сентрейлія розташована за координатами 39°12′38″ пн. ш. 92°8′3″ зх. д. / 39.21056° пн. ш. 92.13417° зх. д. (39.210620, -92.134272).  За даними Бюро перепису населення США в 2010 році місто мало площу 7,34 км², уся площа — суходіл.

## Демографія
Згідно з переписом 2010 року, у місті мешкало 4027 осіб у 1601 домогосподарстві у складі 1063 родин. Густота населення становила 548 осіб/км².  Було 1755 помешкань (239/км²).
Расовий склад населення:
| - 96,5 % — білих - 1,0 % — чорних або афроамериканців - 0,4 % — корінних американців - 0,2 % — азіатів |

До двох чи більше рас належало 1,3 %. Частка іспаномовних становила 1,6 % від усіх жителів.
За віковим діапазоном населення розподілялося таким чином: 26,6 % — особи молодші 18 років, 55,7 % — особи у віці 18—64 років, 17,7 % — особи у віці 65 років та старші. Медіана віку мешканця становила 38,0 року. На 100 осіб жіночої статі у місті припадало 87,0 чоловіків;  на 100 жінок у віці від 18 років та старших — 81,6 чоловіків також старших 18 років.
Середній дохід на одне домашнє господарство  становив 44 823 долари США (медіана — 40 114), а середній дохід на одну сім'ю — 55 036 доларів (медіана — 58 021). Медіана доходів становила 40 590 доларів для чоловіків та 30 142 долари для жінок. За межею бідності перебувало 18,4 % осіб, у тому числі 22,7 % дітей у віці до 18 років та 21,7 % осіб у віці 65 років та старших.
Цивільне працевлаштоване населення становило 2109 осіб. Основні галузі зайнятості: освіта, охорона здоров'я та соціальна допомога — 28,1 %, виробництво — 15,7 %, роздрібна торгівля — 14,9 %.